# 송양초등학교 (강원)
송양초등학교는 대한민국 강원특별자치도 강릉시 성산면 위촌리에 있는 공립 초등학교이다.

## 학교 연혁
- 1943년 7월 5일 송양국민학교 개교(송암리, 송양간이학교에서 승격)
- 1947년 11월 5일 위촌2리 589번지 현위치로 이전
- 1949년 2월 20일 제1회 졸업식
- 1987년 3월 9일 병설 유치원 개원
- 1994년 2월 28일 병설유치원 폐원
- 2011년 3월 1일 제32대 심춘택 교장 부임
- 2014년 2월 13일 제66회 졸업식(졸업생수 총 1,852명)
- 2014년 3월 1일 8학급 편성

## 참고 자료
- 송양초등학교 - 한국교육학술정보원 학교알리미